# Flirting Scholar
Pour plus de détails, voir Fiche technique et Distribution.
Flirting Scholar (唐伯虎點秋香, Tang Bohu dian Qiuxiang) est une comédie hongkongaise réalisée par Stephen Chow et Lee Lik-chi et sortie en 1993 à Hong Kong. Le scénario est inspiré d'une histoire déjà adaptée plusieurs fois ayant pour héros le célèbre lettré Tang Bohu (Tong Pak Foo en cantonais).
Elle totalise 40 171 804 HK$ de recettes au box-office.

## Synopsis
Tong Pak Foo est un jeune poète, peintre et musicien renommé marié à huit femmes… mais solitaire. Sa principale distraction avec ses amis les "quatre lettrés", c'est la séduction. Secrètement, il a appris les arts martiaux et recherche le bonheur. Au cours d'une cérémonie, il tombe sur Chou-Heung/Parfum d'Automne (Gong Li), une servante de la famille Wah. Pour faire sa connaissance, il se déguise en pauvre chômeur et rentre au service de la famille Wah.

## Fiche technique
- Titre : Flirting Scholar
- Titre original : 唐伯虎點秋香 - Tang Bohu dian Qiuxiang
- Réalisation : Stephen Chow et Lee Lik-Chi
- Scénario : Chen Wen-qiang, Lee Lik-chi et Vincent Kok (en)
- Production : Stephen Shiu
- Musique : William Hu
- Photographie : David Chung et Peter Ngor
- Montage : Ma Chung-yiu
- Société de production : Win's Movie Productions
- Pays d'origine :  Hong Kong
- Format : Couleurs - 1,85:1 - Stéréo - 35 mm
- Genre : comédie
- Durée : 102 minutes
- Date de sortie :
  - Hong Kong : 1er juillet 1993

## Distribution
- Stephen Chow : Tong Pak Foo
- Gong Li : Chou-Heung (Parfum d'Automne)
- Francis Ng : un membre des quatre lettrés
- Yammie Lam : une femme de Tong Pak Foo
- Pak-cheung Chan : Chuck Chi-Shan (Zhu Yunming)
- Cheng Pei-pei : Madame Wah
- Gordon Liu : Le lettré maléfique
- Vincent Kok : Tu Chuen-Chang
- Peter Lai : Professeur
- Wai Lam : King Ning
- Ka-Yan Leung : Mo Chong-Yuen
- Carol Wan : Tung Heung
- Gabriel Wong : Wah-Man
- James Wong : Mr. Wah
- King-Tan Yuen : Shek-Lau
- Mimi Zhu : Chussy